# جويس إيفانز
جويس إيفانز (بالإنجليزية: Joyce Evans)‏ هي مصورة أسترالية، ولدت في 1929.